# Spartacus (serie de televisión)
Spartacus es una serie de televisión que presenta, de manera novelada, la vida del famoso gladiador rebelde Espartaco. También muestra la vida y peripecias de sus compañeros gladiadores y de los romanos más próximos a Espartaco. Rodada en Nueva Zelanda y producida por Steven S. DeKnight y Robert Tapert, la serie fue transmitida por la cadena Starz desde el 22 de enero de 2010 hasta el 12 de abril de 2013. Spartacus contó con un presupuesto de cinco millones de dólares por episodio.
La serie consta de cuatro temporadas. La primera fue protagonizada por el actor galés Andy Whitfield. Finalmente, Whitfield fue diagnosticado con un linfoma no-Hodgkin y recibió un tratamiento sin éxito. Durante este periodo se creó una precuela protagonizada por el gladiador Gánico, interpretado por Dustin Clare. Con la muerte de Whitfield, para la tercera y cuarta temporada Liam McIntyre se encargó de reencarnar a Espartaco.
La primera temporada, titulada Spartacus: Blood and Sand, consta de trece episodios y narra la vida del célebre Espartaco desde su captura a manos de los romanos en la región de Tracia, pasando por su vida en la escuela de gladiadores de Lentulo Batiato hasta su rebelión y huida junto a sus compañeros gladiadores y su venganza en contra de las familias de Capua tras haberse ganado su confianza. Se relatan todas las peripecias de Espartaco dentro del ludus, su convivencia con los demás gladiadores y cómo son tratados por los romanos; de igual manera que se exponen las vivencias de Batiatus, el lanista, y sus intentos de ascender socialmente, utilizando sin escrúpulos a los gladiadores.
La miniserie, titulada Spartacus: Gods of the Arena, consta de seis episodios y es una precuela de Spartacus: Blood and Sand. Narra la sangrienta historia de la Casa de Batiato y la ciudad de Capua cinco años antes de la llegada de Espartaco. Quinto Léntulo Batiato se hace lanista (el director) cuando él asume el ludus de su padre. Tiene la ambición de ganar a la sombra de su padre para buscar el reconocimiento de su propio nombre y encontrar la grandeza de su casa.
La segunda temporada, titulada Spartacus: Vengeance, consta de diez episodios y es una secuela de Spartacus: Blood and Sand. Narra las aventuras de Espartaco y los demás gladiadores rebeldes tras la caída de la Casa de Batiato. Esta temporada se centra en las confrontaciones entre Espartaco y el recién nombrado pretor Cayo Claudio Glabro, en búsqueda de su venganza contra el hombre que le arrebató a su esposa, Espartaco planeará varias maniobras y estrategias de todo tipo contra Glabro hasta cobrar su venganza.
La tercera y última temporada, titulada Spartacus: War of the Damned, consta de diez episodios y es una secuela de Spartacus: Venganza. Narra (seis meses después de la muerte de Glabro), el combate entre el ejército de gladiadores liderados por Espartaco junto con Crixo, Gánico y Agron, frente a las legiones romanas de Craso, en compañía de un joven Julio César.

## Reparto y personajes[2]
| Personaje              | Temporada                 | Temporada                     | Temporada              | Temporada                              |
| Personaje              | Spartacus: Sangre y Arena | Spartacus: Dioses de la Arena | Spartacus: Venganza    | Spartacus: La Guerra De Los Condenados |
| ---------------------- | ------------------------- | ----------------------------- | ---------------------- | -------------------------------------- |
| Espartaco              | Andy Whitfield (†)        |                               | Liam McIntyre          | Liam McIntyre                          |
| Crixo                  | Manu Bennett              | Manu Bennett                  | Manu Bennett           | Manu Bennett                           |
| Enomao                 | Peter Mensah              | Peter Mensah                  | Peter Mensah           |                                        |
| Agron                  | Dan Feuerriegel           |                               | Dan Feuerriegel        | Dan Feuerriegel                        |
| Duro                   | Ande Cunningham           |                               |                        |                                        |
| Sura                   | Erin Cummings             |                               |                        |                                        |
| Naevia                 | Lesley-Ann Brandt         | Lesley-Ann Brandt             | Cynthia Addai-Robinson | Cynthia Addai-Robinson                 |
| Varro                  | Jai Courtney              |                               |                        |                                        |
| Mira                   | Katrina Law               |                               | Katrina Law            |                                        |
| Aurelia                | Brooke Williams           |                               | Brooke Williams        |                                        |
| Barca                  | Antonio Te Maioha         | Antonio Te Maioha             |                        |                                        |
| Pietro                 | Eka Darville              | Eka Darville                  |                        |                                        |
| Ecneo                  | Raicho Vasilev            | Raicho Vasilev                |                        |                                        |
| Rhaskos                | Ioane King                | Ioane King                    | Ioane King             |                                        |
| Hamilcar               | Siaosi Fonua              |                               |                        |                                        |
| Aurelia                |                           | Ema Park                      | Ema Park               | Ema Park                               |
| Ségovax                | Mike Edward               |                               |                        |                                        |
| Médico                 | David Austin              | David Austin                  |                        |                                        |
| Rábano                 | Andrew B. Stehlin         |                               | Andrew B. Stehlin      | Andrew B. Stehlin                      |
| Euclides               | Campbell Cooley           | Campbell Cooley               | Campbell Cooley        | Campbell Cooley                        |
| Pollux                 | Graham Vincent            | Graham Vincent                | Graham Vincent         | Graham Vincent                         |
| Anciano Tracio         |                           |                               |                        |                                        |
| Drenis                 | Kyle Rowling              |                               |                        |                                        |
| Byzo                   | John Rawls                |                               |                        |                                        |
| Quinto Léntulo Batiato | John Hannah               | John Hannah                   | Actor Desconocido      |                                        |
| Lucrecia               | Lucy Lawless              | Lucy Lawless                  | Lucy Lawless           |                                        |
| Cayo Claudio Glabro    | Craig Parker              |                               | Craig Parker           |                                        |
| Ilithyia               | Viva Bianca               |                               | Viva Bianca            |                                        |
| Marco Decio Salonio    | Craig Walsh-Wrightson     | Craig Walsh-Wrightson         |                        |                                        |
| Ashur                  | Nick E. Tarabay           | Nick E. Tarabay               | Nick E. Tarabay        |                                        |
| Theokoles              | Reuben De Jong            |                               |                        |                                        |
| Tito Calavio           | John Bach                 |                               |                        |                                        |
| Domitia                | Janine Burchett           |                               |                        |                                        |
| Numerio Calavio        | Lliam Powell              |                               |                        |                                        |
| Sexto                  | Andrew Laing              | Andrew Laing                  |                        |                                        |
| Emilia                 | Mia Pistorius             |                               |                        |                                        |
| Ovidio                 | Matthew Chamberlain       |                               |                        |                                        |
| Cecilia                | Tania Nolan               |                               |                        |                                        |
| Licinia                | Brooke Harman             |                               |                        |                                        |
| Albino                 | Kevin J. Wilson           |                               | Kevin J. Wilson        |                                        |
| Mercato                | Greg Ward                 |                               | Greg Ward              |                                        |
| Aulo                   | Mark Mitchinson           |                               |                        |                                        |
| Vibio                  | Robert McCulley           |                               |                        |                                        |
| Magistrado de Pompeya  | Phil Grieve               |                               |                        |                                        |
| Pericles               | Thomas Kiwi               |                               |                        |                                        |
| Gánico                 |                           | Dustin Clare                  | Dustin Clare           | Dustin Clare                           |
| Tito Léntulo Batiato   |                           | Jeffrey Thomas                | Jeffrey Thomas         |                                        |
| Melitta                |                           | Marisa Ramírez                |                        |                                        |
| Diona                  |                           | Jessica Grace Smith           |                        |                                        |
| Aucto                  |                           | Josef Brown                   |                        |                                        |
| Dagan                  |                           | Shane Rangi                   |                        |                                        |
| Duratius               |                           | Vicent Roxburgh               |                        |                                        |
| Ulpio                  |                           | Temuera Morrison              |                        |                                        |
| Indus                  |                           | Steven A. Davis               |                        |                                        |
| Tullio                 |                           | Stephen Lovatt                |                        |                                        |
| Vettio                 |                           | Gareth Williams               |                        |                                        |
| Quintilio Varo         |                           | Peter Feeney                  |                        |                                        |
| Cossutio               |                           | Jason Hood                    | Jason Hood             |                                        |
| Petronio               |                           | David E. Woodley              |                        |                                        |
| Gaia                   |                           | Jaime Murray                  |                        |                                        |
| Caburus                |                           | Joel Oliver                   |                        |                                        |
| Otho                   |                           | Winham Hammond                |                        |                                        |
| Acer                   |                           |                               | Alex Way               |                                        |
| Liscos                 |                           |                               | Joseph Naufahu         |                                        |
| Fortis                 |                           |                               | Brian Manthenga        |                                        |
| Nasir                  |                           |                               | Pana Hema Taylor       | Pana Hema Taylor                       |
| Lisandro               |                           |                               | Michael Surman         | Michael Surman                         |
| Kraynos                |                           |                               | Kelvin Taylor          | Kelvin Taylor                          |
| Chadara                |                           |                               | Bonnie Sveen           |                                        |
| Lugo                   |                           |                               | Barry Duffiel          | Barry Duffiel                          |
| Saxa                   |                           |                               | Ellen Hollman          | Ellen Hollman                          |
| Donar                  |                           |                               | Heath Jones            | Heath Jones                            |
| Nemetes                |                           |                               | Ditch Davey            | Ditch Davey                            |
| Lucio Caelio           |                           |                               | Peter McCauley         |                                        |
| Publio Varinio         |                           |                               | Brett Tucker           |                                        |
| Seppio                 |                           |                               | Tom Hobbs              |                                        |
| Seppia                 |                           |                               | Hanna Mangan-Lawrence  |                                        |
| Marco                  |                           |                               | Luke Pegler            |                                        |
| Salvio                 |                           |                               | Paul Glover            |                                        |
| El Egipcio             |                           |                               | Stephen Dunlevy        |                                        |
| El Asesino             |                           |                               | Radoslav Parvanov      |                                        |
| Fimbria                |                           |                               | James Michalopolous    |                                        |
| Dano                   |                           |                               | Shaughan Campbell      |                                        |
| Nileo                  |                           |                               | Steven Gray            |                                        |
| Gallieno               |                           |                               | Timothy Raby           |                                        |
| Marcia                 |                           |                               | Delaney Tabron         |                                        |
| Diotimos               |                           |                               |                        | Kelson Henderson                       |
| Sanus                  |                           |                               |                        | Anthony Ray Parker                     |
| Sibyl                  |                           |                               |                        | Gwendoline Taylor                      |
| Laeta                  |                           |                               |                        | Anna Hutchison                         |
| Brictio                |                           |                               |                        | Jason Hassel                           |
| Casto                  |                           |                               |                        | Blessing Mokgohloa                     |
| Belesa                 |                           |                               |                        | Luna Rioumina                          |
| Attio                  |                           |                               |                        | Cohen Holloway                         |
| Madre Rebelde          |                           |                               |                        | Sacha Stejko                           |
| Ulpiano                |                           |                               |                        | Charlie Bleakley                       |
| Marco Licinio Craso    |                           |                               |                        | Simon Merrells                         |
| Tertulla               |                           |                               |                        | Katherine Kennard                      |
| Tiberio Licinio Craso  |                           |                               |                        | Christian Antidormi                    |
| Publio Licinio Craso   |                           |                               |                        | Harry Stanbridge                       |
| Kore                   |                           |                               |                        | Jenna Lind                             |
| Hilario                |                           |                               |                        | Richard Norton                         |
| Cayo Julio César       |                           |                               |                        | Todd Lasance                           |
| Cneo Pompeyo Magno     |                           |                               |                        | Joel Tobeck                            |
| Metelo                 |                           |                               |                        | Colin Moy                              |
| Cossinio               |                           |                               |                        | John Wraight                           |
| Furio                  |                           |                               |                        | Jared Turner                           |
| Mummio                 |                           |                               |                        | Adam Gardiner                          |
| Ennio                  |                           |                               |                        | Pete Muller                            |
| Lauro                  |                           |                               |                        | Andrew Grainger                        |
| Heracleo               |                           |                               |                        | Vincenzo Colosimo                      |

## Temporadas
| Temporada | Temporada | Título            | Episodios | Episodios | Emisión original    | Emisión original      |
| Temporada | Temporada | Título            | Episodios | Episodios | Primera emisión     | Última emisión        |
| --------- | --------- | ----------------- | --------- | --------- | ------------------- | --------------------- |
|           | 1         | Blood and Sand    | 13        | 13        | 22 de enero de 2010 | 16 de abril de 2010   |
|           | Precuela  | Gods of the Arena | 6         | 6         | 21 de enero de 2011 | 25 de febrero de 2011 |
|           | 2         | Vengeance         | 10        | 10        | 27 de enero de 2012 | 30 de marzo de 2012   |
|           | 3         | War of the Damned | 10        | 10        | 25 de enero de 2013 | 12 de abril de 2013   |